# Jacques-Philippe Bouchardon
Jacques-Philippe Bouchardon, nacido el 1 de mayo de 1711 en Chaumont y fallecido el 19 de diciembre de 1753 en Estocolmo, fue un escultor francés.
Hermano de Edmé y su alumno, estudió, como su hermano mayor, en la Academia de Francia en Roma. Cuando regresó a Francia, fue llamado a Suecia, en 1735, para tomar parte en los trabajos que la Corte le hiciese ejecutar.
Nombrado Primer Escultor del Rey de Suecia y director de la Academia de Estocolmo, ocupó el puesto hasta su muerte.Fue el responsable de la decoración de la Capilla real del castillo de Estocolmo y de las grandes figuras que adornan los arcos del castillo. Él modeló los medallones de plomo que representan a los reyes de Suecia de Gustavo Vasa hasta Carlos XI y de un gran número de figuras que adornan la fachada oeste del Palacio Real de Estocolmo.
La escultura instalada frente al altar de la iglesia del castillo que representa a Cristo en el Huerto de los Olivos es su última obra. La dejó inacabada y fue continuada por Pierre Hubert L'Archevêque y terminada por Sergel.

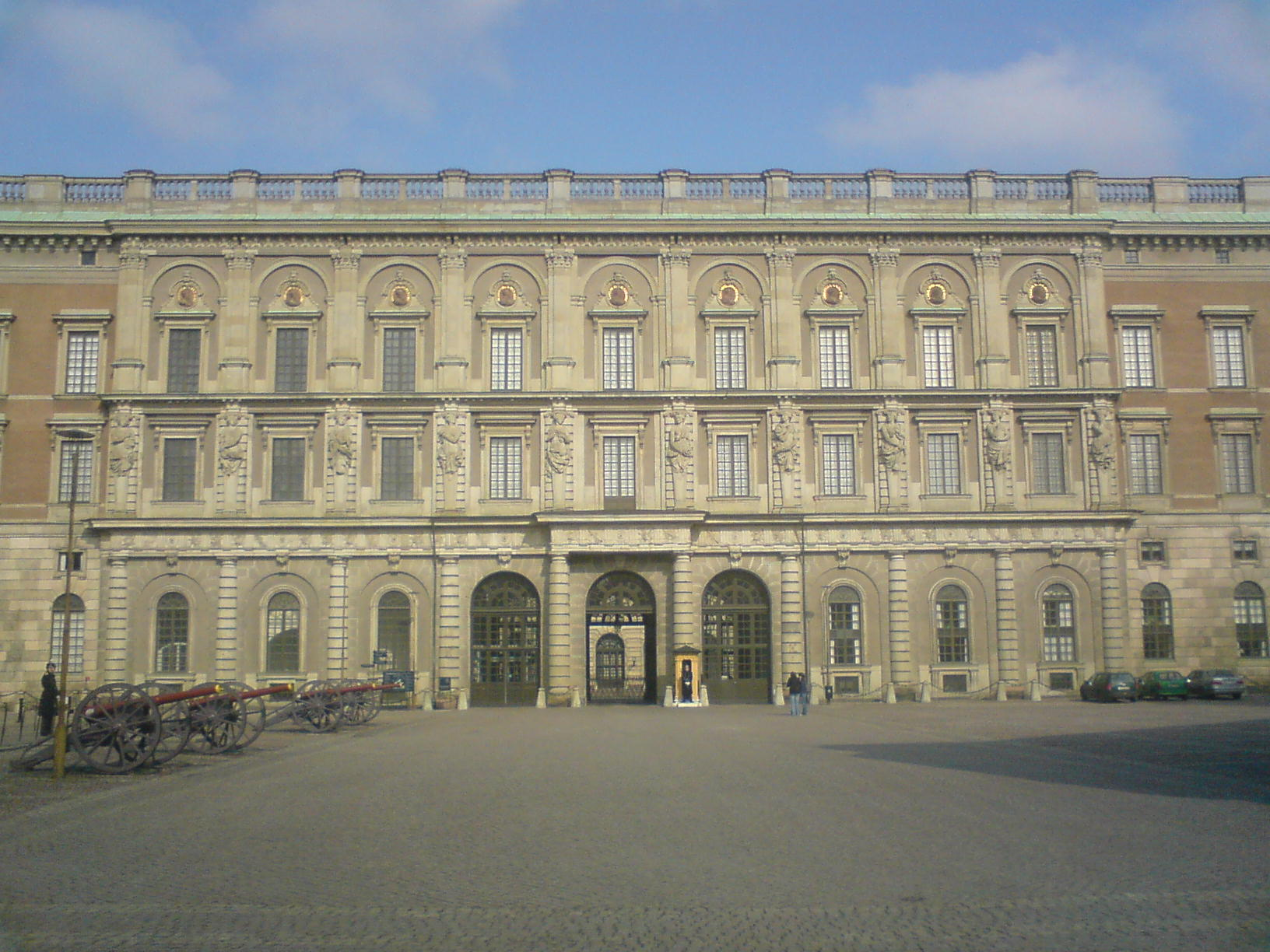
Fachada oeste del Palacio Real de Estocolmo